# 李士元 (萬曆進士)
李士元（1587年—1638年），字德一，號青嶼，山東金鄉縣人，明末官員。

## 生平
李士元於萬曆四十七年（1619年）考中己未科莊際昌榜進士，與馬士英、袁崇煥同年。授順天府永清縣知縣。永清地近京師，當地多有在朝太監親眷，橫行鄉里。士元到任後，嚴懲凶徒，毫無顧忌。天啟二年（1622年），改知固安縣，亦深得民心。不久即因性格剛直，忤逆上級而被降調为南京錦衣衛知事。
崇禎改元，李士元被啟用為山西司理，負責訴訟。任內刑獄一清。上級知其剛正，派遣出巡，很多冤案被平反。有人獲釋後感激士元恩德，以進茶為謝禮，內藏黃金。士元察覺後，立即召集鄉老及送禮之人，當面指出：“我釋汝罪，公也；今以金餽，翻成私矣。且既感我，何污我也？”其人羞愧不已，叩首抱金而去。後來經過保舉，士元進京在刑部任職。邊境報急，京師戒嚴，士元轉戶部，前往大同管理軍餉。當時軍事繁雜，士元日夜操勞，嘔心瀝血。回京復命之時，當地人依依不捨，送出十餘里。
士元重返京師，升任戶部員外郎，轉郎中。其時官員結黨嚴重，有人勸士元加入某黨，可保仕途無虞，被其斷然拒絕。崇禎四年（1631年），士元出任河南汝寧知府，任內律己奉公，愛民如子。次年，因丁憂返鄉。由於為官清廉，無錢為親人出喪。士元悲傷不已，竟因此病卒。年五十一歲。《金鄉縣志》有傳。

## 外部連結
- 李士元[永久] 中國金鄉

| 官衔          | 官衔                                    | 官衔          |
| ------------- | --------------------------------------- | ------------- |
| 前任： 胡其俊 | 順天府固安縣知縣 天啟二年（1622年）上任 | 繼任： 程宇龍 |